# 5e congrès national du Parti communiste chinois
Le 5e Congrès national du Parti communiste chinois (en chinois 中国共产党第四次全国代表大会) s'est tenu du 27 avril au 9 mai 1927 à Wuhan. Le parti comptait alors 57 967 membres qui ont été représentés par 82 délégués lors du congrès.

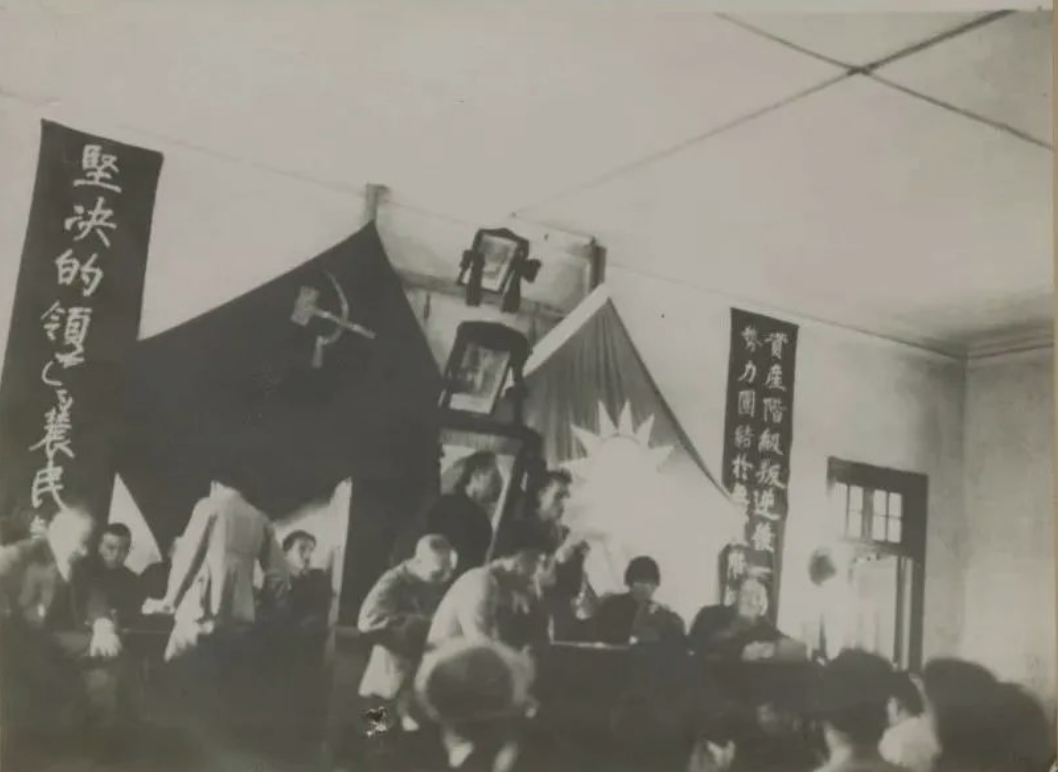
Le congrès s'est tenu sous les drapeaux du Parti communiste et du Kuomintang.

Ce congrès a eu lieu quelques jours après le Massacre de Shanghai, qui avait conduit à la rupture entre les communistes et le Kuomintang, ce dernier dirigé par Tchang Kaï-chek entendait purger les principaux éléments communistes afin d'empêcher une prise future de contrôle du pays par le PCC.
Chen Duxiu à présenté le rapport politique et organisationnel du parti à la conférence.
Ce congrès est souvent marqué comme un point de bascule entre la révolution communiste chinoise et la Guerre civile chinoise